# おつかれさま
『おつかれさま』（韓国語: 폭싹 속았수다、英語: When Life Gives You Tangerines）は、2025年3月7日よりアメリカ合衆国の定額制動画配信サービス「Netflix」にて配信されている韓国のドラマ。主演はIU、パク・ボゴム。

## 概要
舞台は1960年代の韓国・済州島から2025年のソウルまで、逆境にめげず立ち向かう聡明な少女のエスン（IU）と、誠実な愛情を示す堅実な少年グァンシク（パク・ボゴム）の冒険に満ちた人生の旅路やその周囲の人々の人生の軌跡を四季を通じて描いた作品。韓国語タイトルである「폭싹 속았수다（ポクサク ソガッスダ）」は、済州島の表現で「本当にお疲れ様でした」になり、標準語では「すっかり騙された」という意味。
英語タイトルは『When Life Gives You Tangerines』である。「When life gives you lemons（人生につらいことがあるとき）」という慣用句の“lemons（レモン）"の部分を済州島の特産品である“Tangerines（ミカン）”に変えて付けられたという粋な英語タイトルである。
Netflixオリジナル作品はこれまで全話一挙配信を原則としてきたが、今作は異例の全16話を2025年3月7日から毎週金曜日に4話ずつ公開する「分割公開」を採用。
ドラマ「ミセン」「マイ・ディア・ミスター～私のおじさん～」などで知られるキム・ウォンソク監督とドラマ「椿の花咲く頃」を執筆した脚本家イム・サンチュンがタッグを組んだ。
2023年に撮影され、各時代のリアリティを追求すべく600億ウォン（約60億円）もの巨額な製作費が投じられた。
Netflix韓国、ベトナム、タイ、台湾、香港、フィリピン、インドネシア、ペルー、マレーシアなどで1位、日本でも最高位2位を記録。世界ランキングでは初登場8位、翌週には4位を記録。3月26日に発表されたNetflixのグローバルトップ10シリーズではグローバル非英語シリーズ部門で1位となった。3幕公開後には、550万視聴数を記録。徐々に再生回数を伸ばし、グローバルな人気を証明。4幕公開後には、累計600万視聴（総視聴時間を作品のランタイムで割った値）を記録。Netflixのグローバルトップ10シリーズではグローバル非英語シリーズ部門で3位にランクインし、4月9日には再び1位に返り咲き、華やかな成果を収めた。

## キャスト

### 主要人物
オ・エスン（吳愛純）
演 - IU、ムン・ソリ（子役:チェ・ヨウォン→キム・テヨン→ユン・ソヨン）
日本語吹替 - 三木美、永吉ユカ、飯沼南実
1951年生。
済州島で生まれ育った自由奔放で無垢な海女の娘。
ヤン・グァンシク（梁寬植）
演 - パク・ボゴム、パク・ヘジュン（子役: イ・チョンム→ムン・ウジン）
日本語吹替 - 河本啓佑、志村知幸、伊吹芽絋
1950年生。
エスンだけを一途に思い続ける誠実な魚屋の息子。

### エスン・グァンシクの家族
ヤン・クムミョン
演 - IU (子役: シン・チェリン→アン・テリン→イ・アラ)
日本語吹替 - 三木美、飯沼南実
ヤン家の長女。1969年生。エスンに似て秀才でソウル大学の英語英文学部に通い、日本留学も経験。大学卒業後は大企業に就職していたが、IMF通貨危機によりリストラを受ける。その後は起業して個人事業「エバースタディ」を始める。
1998年にチュンソプと結婚し、2001年には第一子セボムを授かる。
ヤン・ウンミョン
演 - カン・ユソク（子役: イ・チェヒョン→イ・ウソク）
ヤン家の長男。1973年生。小さい頃から様々な問題を起こすヤン家の問題児だが、とても家族思いでよく涙を流す。学生時代からサンギルの娘であるヒョンスクと交際を続け、兵役後に結婚。友人のパク・チョリョンと事業を始めるも騙され、詐欺の罪を被り留置所行きとなる。周辺の厳しい視線の中で餅売りの仕事をしたり、生活苦に耐えられず、危険な遠洋漁船に乗ろうとするも両親に阻止された。その後は水協組合長が社長を務める氷工場に就職し、両親がイカ料理店を開業すると妻と一緒に仕事を手伝うようになった。
ヤン・ドンミョン
演 - シン・セビョク
ヤン家の次男。1974年生。
1978年8月に台風の中、交通事故に遭ったクムミョンを探しに家を出たエスンを防波堤へ探しに行き溺死した。享年3歳。
チョン・グァンネ
演 - ヨム・ヘラン
日本語吹替 - 喜代原まり
エスンの母。海女。肺を悪くしてエスンが10歳の時に亡くなる。享年29歳。
キム・チュノク
演 - ナ・ムニ
エスンの祖母。グァンネとの約束を守り、孫娘であるエスンらを助ける。涙を流す孫娘に「生きるのが大変なのか、大丈夫なのか」と慰め、漁船を買いなさいと経済的に大きな助けを与えた。時間は経ち、認知症にかかった状態でもエスンの事を思い、1995年12月20日に亡くなった。
オ・ハンム
演 - チョン・ヘギュン
エスンの叔父。エスンに厳しい言葉をかけるが、チュノクと共に助けてくれた。
ヒョン・イスク
演 - オ・ヨンジェ
日本語吹替 - おまたかな
エスンの叔母。
パク・マクチョン
演 - キム・ヨンリム
グァンシクの祖母。祈祷師。
クォン・ゲオク
演 - オ・ミンエ
グァンシクの母。
ヤン・サンボ
演 - ユ・ビョンフン
グァンシクの父。
ヤン・ギョンオク
演 - ソ・ヘウォン (子役: キム・セア)
日本語吹替 - 國府咲月
グァンシクの妹。1964年生。片方の鼻をしかめる癖がある。
パク・チュンソプ
演 - キム・ソンホ
クムミョンがアルバイトをしていた映画館で宣伝用看板の絵を描く画家。当時からクムミョンの事が気になっていた。兵役を終えたIMF通貨危機の年に再び再会し、1998年に結婚。
プ・ヒョンスク
演 - イ・スギョン (子役: チェ・ハユン)
サンギルとヨンランの娘。親の代から悪縁であるグァンシクとエスンの息子ウンミョンと交際を続け、軍服務中のウンミョンとの間に子供を授かる。
ヤン・ジェイル
演 - キム・ガンフン
ウンミョンとヒョンスクの長男。1996年生。
パク・セボム
演 - キョン・ハユン
クムミョンとチュンソプの長女。2001年生。
ヤン・ヨンウォン
演 -
ウンミョンの長女。2002年生。

### 周辺人物
パク・チュンス
演 - チャ・ミギョン
日本語吹替 - 小林さとみ
グァンネの海女仲間。エスンを助ける海女3人組の最年長者。
ホン・ギョンジャ
演 - ペク・ジウォン
グァンネの海女仲間。エスンを助ける海女3人組の1人。
チェ・ヤンイム
演 - イ・スミ
グァンネの海女仲間。エスンを助ける海女3人組の1人。
プ・サンギル
演 - チェ・デフン
日本語吹替 - 山本兼平
1939年生。道洞里で裕福な船長。エスンとは過去に縁談が破談したこともあり、因縁の仲。
前妻との息子が2人、再婚したヨンランとの娘が2人いる。「학씨」が口癖。
パク・ヨンラン
演 - チャン・ヘジン、チェ・ソアン
日本語吹替 - 増岡裕子
1949年生。サンギルの妻。
30年以上結婚生活をしながら、夫からの虐待に耐えた。姑に看病した恩返しとしてみかん畑を相続してもらう。2000年頃にそれを元手に公認仲介士に合格し、サンギルとの離婚手続きを踏む。

### その他
ヨム・ビョンチョル
演 - オ・ジョンセ
エスンの義父。グァンネの再婚相手。
ナ・ミノク
演 - オム・ジウォン
日本語吹替 - 櫻庭有紗
ビョンチョルの新妻。エスンたちの賃借代を援助した。
ヨム・スンナム
演 - チェ・ヘソ
エスンの異母妹。
ヨム・スンボン
演 - チェ・ジヒョク
エスンの異母弟。
エスンの小学校時代の担任教師
演 - ファン・ジェヨル
釜山で宿屋を営む夫婦
演 - キム・ヨンウン、カン・マルグム
第2話でエスンとグァンシクが泊まった宿屋の夫婦。サービスとして優しくするも荷物や貴重品を奪う詐欺師だった。
釜山貴金属店のオーナー
演 - シン・ミヨン
エスンとグァンシクが家出した青少年である事を見抜いており、旅館の女主人がエスンとグァンシクの盗品を盗んで売ろうとすると、警察に通報して逮捕に貢献した。グァンシクの頼み通り結婚指輪を作り、本当の釜山の人情を見せた。
白いリボンのお嬢さん/ジェニーの家の家政婦
演 - キム·ガヒ / キム・グォンア
第2話で詐欺師夫婦の宿屋に訪ねてきた客。盗られた荷物を探しに潜入したエスンとグァンシクのおかげで母親の遺産を守ることができ、お礼として豆腐を買ってあげた。
第8話でクムミョンが家庭教師をする生徒の母親にダイヤの指輪泥棒として濡れ衣を着せられ警察署に捕まった時、機知を発揮して解放されるように助けた。 数十年の歳月が過ぎたが、釜山での出来事を忘れずにエスンとそっくりのクムミョンを見て、2人が母娘であることに気づいて助けたのだった。
ミスク
演 - イ・ミド
サンギルの不倫相手。若い頃にダンス場で踊っていたところを摘発されたことがあり、ソウルオリンピック前には市場商人を追い出そうとする行政当局の先手先役を演じていた。
パク・ヨンボム
演 - イ・ジュニョン
ソウル大学法科大学出身。クムミョンと入学式で出会い、7年間の恋愛の末に結婚しようとしたが、母親が原因で婚約破棄となる。お互いのために別れなければならないということを受け入れ、クムミョンとの縁を整理する。
プ・ヨン
演 - カン・ミョンジュ
ヨンボムの母親。息子に対する執着がとても強く、クムミョンだけでなく、エスンとグァンシクに対しても侮辱や無礼な言辞まで吐き出す。息子がクムミョンと破婚した後、良い家の女性とヨンボムを結婚させるも、息子との関係は破綻し、寂しくて寂しい晩年を過ごす因果応報を受けることとなる。
パク・クムミョン
演 - イ・ギュフェ
ヨンボムの父親。
オ・イェリム
演 - ピョ・ヨンソ
日本語吹替 - 依田菜津
クムミョンの大学の同級生。
ミンソン
演 - キム・スヨン
クムミョンの大学の同級生。クムミョンがヨンボムと別れた後も家に訪ねてきて面倒を見てくれるなど、親しい間柄である。
教授
演 - キム・グクヒ
ソウル大学の教授。クムミョンに留学費を代わりに出してあげると日本留学への挑戦を後押しした。
オ・ジェニー
演 - キム・スアン
クムミョンが家庭教師として教えた学生。
キム・ミヒャン
演 - キム・クムスン
ジェニーの母親。クムミョンに娘の修学能力試験を代理受験するよう伝える。代理受験を断ったクムミョンをダイヤの指輪泥棒として濡れ衣を着せた。
ソン・ヨンサム
演 - チョン・ベス
留学を終えたクムミョンが下宿していた家の主人。
ソン・ブソン
演 - チョン・イソ
ヨンサムの娘。父親に内緒でチュンソプと恋愛中だった。
カンヌ劇場の社長
演 - キム・ヘゴン
口調は多少荒いが、職員らを大事にして心も深い人物。チュンソプの母親が息子が描いた映画の看板を見るために頻繁に劇場に来ている事を知り、職員福祉の名目で映画のチケットを何枚か渡した。第13話では、IMF通貨危機の余波でカンヌ劇場を閉館することになるが、その最中にはチュンソプがクムミョンと再会できるように手助けをした。
チュンソプの母親
演 - イ・ジヒョン
中古本と製本店の運営している。息子が描いた映画の看板を見るために頻繁に劇場に来ている。
チョン・ミイン
演 - キム・ソンニョン
女優。1987年に生きる希望を失い、済州の海で極端な選択をしようとしていた所をグァンシクに助けられた。1993年には漁師の妻役で助演女優賞までもらい、再起に成功した。スターのソウルフードというテレビ放送で、命の恩人であるグァンシクの食堂を訪ねてイカのスープを食べて宣伝した。「スープ買ってください！」というセリフは、1998-1999年放映のMBC水木ドラマ『六兄妹』で母役を演じた俳優チャン・ミヒの「トク！買ってください！トックです！」という台詞のオマージュと見られる。
チョン・ミインのマネージャー
演 - ヒョン・ボンシク
イ・ヘラン (クロエH.リー)
演 - ハン・ソヒ/ヨム・ヘラン
第3話にて菜の花畑でエスンの指輪を見つけた少女。
第14話では幼い頃に母と水産市場に行き、エスンにイカを捌いてもらう描写があった。第16話では大人になり、エスンの詩集を出版した出版社の編集長となる。エスンの原稿を初めて見て理由もわからず涙を流しながら「すごい」と話す。出版社編集者としての活動名は英語名の「クロエH.リー」である。
ジョン・ゴンレ
演 - ペク・スリン
エスンが働く療養所に入居中のおばあさん。エスンの助けでハングルを学び、生まれて初めて自分で選んだ特上寿司を食べることができた。エスンのことを先生と呼んで感謝している。

## エピソードリスト
| 話数 | タイトル                      | 公開日        | 時間      |
| ---- | ----------------------------- | ------------- | --------- |
| １   | つかの間の春                  | 2025年3月7日  | 57分      |
| ２   | 抜け目ない初恋                | 2025年3月7日  | 54分      |
| ３   | イエスタデイ "彼らの春は..."  | 2025年3月7日  | 1時間3分  |
| ４   | まぶしい夏                    | 2025年3月7日  | 59分      |
| ５   | 真夏の夜の大漁船              | 2025年3月14日 | 1時間1分  |
| ６   | 人は生きてゆける              | 2025年3月14日 | 57分      |
| ７   | 実りの秋                      | 2025年3月14日 | 1時間4分  |
| ８   | 変わるのは月の形 心は老いぬ   | 2025年3月14日 | 1時間3分  |
| ９   | 風はビュービュー 心は泣き叫ぶ | 2025年3月21日 | 49分      |
| 10   | 懐の嵐 親の愛                 | 2025年3月21日 | 57分      |
| 11   | 愛する人よ 私のそばに         | 2025年3月21日 | 1時間3分  |
| 12   | 光きらめく冬                  | 2025年3月21日 | 59分      |
| 13   | 一途な片思い                  | 2025年3月28日 | 1時間2分  |
| 14   | 飛び立て 羽を広げて           | 2025年3月28日 | 1時間5分  |
| 15   | いつだって春                  | 2025年3月28日 | 1時間9分  |
| 16   | おつかれさまでした            | 2025年3月28日 | 1時間25分 |

## 日本語版制作スタッフ
- スタジオ：グロービジョン株式会社
- 演出：大浦伸浩
- 翻訳：辺見真起子、石川千秋
- 調整：東田直子、飯野絢平
- 制作進行：板坂岬

## 受賞・ノミネート
- 第61回百想芸術大賞（2025年5月5日開催）[20]
  - 受賞
    - 放送部門：作品賞
    - 放送部門：助演賞(女性)：ヨム・ヘラン
    - 放送部門：助演賞(男)：チェ・デフン
    - 放送部門：脚本賞：イム・サンチュン

  - ノミネート
    - 放送部門：最優秀演技賞(女性)：IU
    - 放送部門：最優秀演技賞(男性)：パク・ボゴム
    - 放送部門：新人演技賞(女性)：キム・テヨン
    - 放送部門：演出賞：キム・ウォンソク

- 第4回青龍シリーズアワード (2025年7月18日開催）
  - 受賞
    - ドラマ部門大賞「おつかれさま」
    - 主演女優賞：IU
    - 助演女優賞：ヨム・ヘラン
    - 人気スター賞：パク・ボゴム、IU